# Fogarty-Katheter
Der Fogarty-Katheter (nach Thomas J. Fogarty, US-amerikanischer Chirurg) ist ein etwa 75 cm langer Kunststoff-Katheter mit einem Ballon unterschiedlichen Durchmessers am Ende, der mit einer NaCl/Heparin-Lösung befüllbar ist und zur Entfernung eines Blutgerinnsels aus einem Blutgefäß (Embolektomie) dient. Der Katheter wird im Rahmen einer Operation in ein zu eröffnendes Gefäß über das Blutgerinnsel hinaus vorgeschoben und mit einer NaCl/Heparinlösung gefüllt. Der nun an der Intima anliegende Ballon kann auf seinem Weg zurück zur Inzisionsstelle das thrombembolische Material mitnehmen, wodurch das Gerinnsel über die operativ angelegte Öffnung aus dem Gefäß gezogen und entfernt werden kann.